# Грейсленд
Гре́йсленд (англ. Graceland) — маєток американського співака й актора Елвіса Преслі, що знаходиться в Мемфісі, США.

## Грейсленд
Маєток розташований на Бульварі Елвіса Преслі. Грейсленд став відкритим для відвідин публіки 7 липня 1982 року. Маєток відкрила колишня дружина Елвіса — Прісцилла Преслі, змінивши весь інтер'єр будинку перед його  відкриттям.

### Елвіс у Грейсленді
Елвіс придбав маєток Грейсленд для своєї сім'ї в 1957 році, який розташовуваний у передмісті Мемфісу Уайтхевен. Маєток займав 14 акрів землі й обійшовся Елвісу в чималу суму — 100 000 доларів. Таким чином, маєток став для Елвіса втіленням його давньої дитячої мрії, яку він давав колись матері: «Одного дня я стану багатим — одного разу все навколо зміниться і я куплю вам красивий будинок, у якому ми всі разом житимемо і вам ніколи не треба буде більше працювати, — люди працюватимуть на вас».
Грейсленд став для Елвіса всім. Тут він міг займатися звичними йому речами: кататися на конях, влаштовувати вечірки, відпочивати.
У дворі Грейсленду знаходиться басейн. Хоча Елвіс і не вмів плавати, але любив просто полежати на шезлонгу й поговорити з друзями. Грейсленд складається з двох житлових поверхів і 23 кімнат, декількох прибудов, офісу, інших приміщень, басейну, саду медитацій (сьогодні місце поховання сім'ї Преслі), саду, пасовища і стайні.
Інтер'єр Грейсленда не зберіг колишнього виду 50-х років. Елвіс часто міняв обстановку будинку, купував нові меблі, наймав відомих дизайнерів. Грейсленд ніколи не був в «антикваріаті». Завжди був у новому стилі. А інтер'єр вітальні в рожево-чорно-золотій колірній гаммі завжди був візитівкою Елвіса в 50-і роки. У 1965 роки Елвіс кардинально змінює дизайн будинку. Спальня Елвіса була декорована в іспанському стилі — в чорно-червоній гаммі, на підлозі лежав килим червоно-золотого кольору, стеля була дзеркальною, стіни були оброблені чорним оксамитом і шкірою, масивні двері спальні були оббиті чорною шкірою, вікна спальні Елвіса були щільно задрапіровані. Зліва від дверей стояло величезне ліжко Елвіса — воно було більш ніж гігантським, як говорила одна з подруг Елвіса: «На ньому могла спокійнісінько розташуватися ціла сім'я з декількох чоловік». Під стелею спальні були встановлені два телевізори. У спальні Елвіса була встановлена система відеоспостереження — Елвіс у будь-який момент міг побачити, що відбувається в різних частинах будинку. Камери спостереження були встановлені над вхідними дверима, в холі, у вітальні, в кімнаті дочки Елвіса — Лізи Марі Преслі. Часто, знаходячись у своїй кімнаті, Елвіс міг спостерігати за шанувальниками, що товпляться біля воріт маєтку.
1971 року Елвіс і Прісцилла Преслі розлучилися. У той період його життя Елвіс змінив весь інтер'єр Грейсленду. Прибрав усі меблі, що вибирала Прісцилла. Був змінений інтер'єр кухні, всі меблі стали яскраво-червоного кольору. Це було останнє перетворення Грейсленду самим Елвісом.

### Записи альбомів в Грейсленді
Вихід альбому Today, записаний на студії RCA в Голлівуді, виявився останнім альбомом, записаним на студії. По тому Елвіс Преслі відмовився їхати в студію RCA для записів нових пісень. RCA обладнала пересувну студію й приїхала просто в Грейсленд. Сесія почалася 2 лютого 1976 року в обладнаній «Jungle Room» (Кімната Джунглів) і тривала 6 днів. Протягом цього часу було записано близько 12 пісень. Останній альбом Moody Blue записувався також у Грейсленді.

### Теперішність Грейсленду
Нині маєток Грейсленд відкрито для всіх охочих. Тур музеєм Грейсленд доступний, хоча фото- і відеозйомка заборонена всередині будівлі. Екскурсія, що починається з вхідних дверей, проходить по кухні, басейну, розташованому в маєтку, вітальні й житлових кімнатах. «Кімната Джунглів» також доступна до перегляду. Більярдна і верхній поверх, заставлений нагородами, золотими дисками тощо — головна цінність усього маєтку. За маєтком розташовується могила Елвіса Преслі та його батьків — Вернона Преслі і Гледіс Лав Сміт.
За статистикою, майже кожен третій американець побував у Грейсленді. Вважається, що маєток Грейсленд є другим у США після Білого дому місцем за відвідуваністю (600 тисяч осіб на рік).

## Цитати про Грейсленд
1. «Я відчуваю себе удома, тільки коли я в Грейсленді. Це мій будинок. Я ніде більше не хотів би жити», — Елвіс Преслі.